# Симпсон, Уильям
Уильям Симпсон (англ. William Simpson, 28 октября 1823 или 28 августа 1823, Глазго, Ланаркшир — 17 августа 1899[…], Лондон) — британский шотландский художник-баталист, военный корреспондент, археолог и мемуарист.

## Юные годы
Уильям Симпсон родился в Глазго в семье бедняка-алкоголика. В 1834 году его отправили жить к бабушке в Перт, где он учился в школе. Спустя несколько лет Симпсон уже работал подмастерьем в литографской фирме Макфарлейна в Глазго. В годы жизни в Глазго Уильям также по вечерам посещал Андерсоновский университет и Механический институт.

## Крымская война

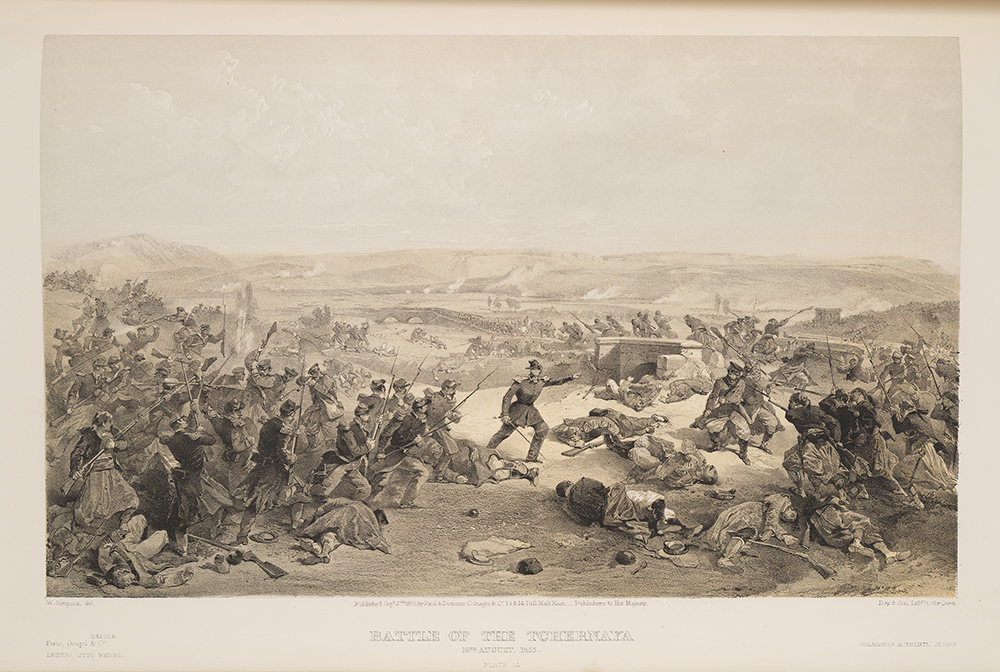
Сражение на Чёрной речке 16 августа 1855 года

После начала Крымской войны, лондонское издательство «Lloyd’s List» предложило Симпсону изобразить битву на Альме для последующего литографирования. В ожидании быстрого захвата Севастополя «Lloyd’s List»  также поручило ему подготовить изображение взятия города, чтобы его можно было опубликовать сразу же после получения известия о его фактическом захвате. Это стало проблемой для Симпсона, поскольку у него было мало информации о Севастополе. В конечном итоге, он отправился в Крым, чтобы делать эскизы на месте.
Симпсон прибыл в Крым 15 ноября 1854 года. Таким образом, он пропустил сражения начального этапа войны, но смог зарисовать с натуры многие события осады и штурма Севастополя. Пропустив сражения начала войны, он смог зафиксировать события осады и штурма самого Севастополя. Во время пребывания на фронте Симпсон отправлял свои акварели в Лондон, где их литографировали уже в другом издательстве — «Day&Son». Первый альбом литографий Симпсона был издан в мае 1855 года, а уже в следующем месяце было объявлено об издании второго альбома. Оба альбома, содержащие более восьмидесяти литографий, были изданы под одинаковым названием: «The Seat of the War in the East» («Театр военных действий на востоке»). Крымскую серию своих работ Симпсон посвятил королеве Виктории, которая в дальнейшем покровительствовала художнику и не раз приглашала его в качестве гостя в Виндзорский замок. 
Художник покинул Крым осенью 1855 года и вернулся в Британию.

## ИндияиАбиссиния

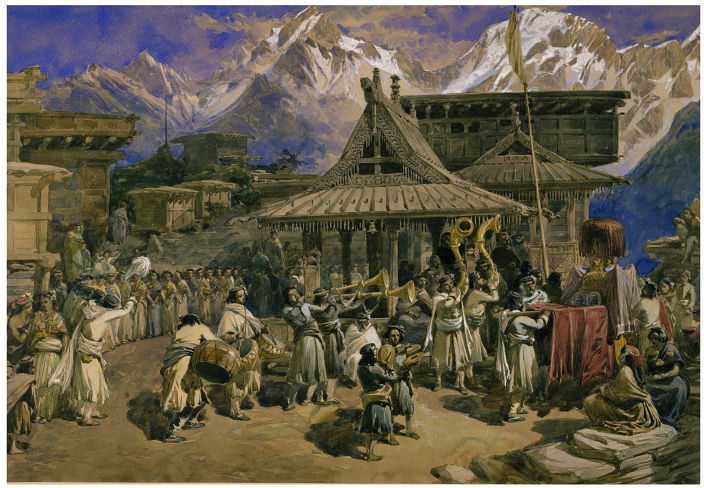
«Поклонение богине Деви в Котхи» (современный штат Индии Химачал-Прадеш; 1860)

В конце 1850-х годов Симпсон отправился в Британскую Индию с целью создания рисунков, связанных с недавним восстанием сипаев: по мотивам этих событий он планировал выпустить альбом, подобный крымскому. Художник провёл большую подготовительную работу, прочтя множество работ об Индии и прибыл в Калькутту 29 октября 1859 года. Симпсон побывал в Пенджабе, Сатледже, Бенгалии, Лакхнау и Канпуре, центральной Индии, Гималаях, Кашмире и Мадрасе. В феврале 1862 года он покинул Бомбей и вернулся в Лондон, гле выяснилось, что ввиду банкротства издательства «Day & Son» альбом не может быть издан (финансовый крах был вызван расцветом гравюры на дереве, составлявшей успешную конкуренцию литографии (гравюре на камне)). 
В конечном итоге, только в 1867 году художнику удалось опубликовать 50 цветных литографий в составе альбома «Древняя и современная Индия». Остальные 200 акварелей, созданных Симпсоном в Индии, литографировать не удалось. 
С тех пор Симпсон начал сотрудничать с изданием «The Illustrated London News» («Иллюстрированные лондонские новости») — высокотиражным (для своего времени) иллюстрированным изданием. Это сотрудничество продолжалось более 30 лет. Так, в 1866 году издание обратилось к Симпсону с просьбой выполнить несколько изображений принца Уэльского во время визита герцога Сазерленда в замок Данробин. После этого газета попросила его поехать в Санкт-Петербург и осветить присутствие принца Уэльского на свадьбе цесаревича, впоследствии императора Александра III. 
Два года спустя Симпсон по заданию редакции отправился в Абиссинию, для освещения начавшейся Англо-эфиопской войны. Первоначально газета использовала фотографии, сделанные полковником Бейгри, но поскольку это были в основном пейзажи, газета посчитала, что Симпсон мог бы добавить больше жизни к рассказам о войне. Художник прибыл в Суэц 18 июня 1868 года, но когда он добрался на фронт, пришло известие, что абиссинская крепость Магдала взята британцами и война практически окончена. Тем не менее, Симпсон смог запечатлеть отступление абиссинской армии и интерьеры полуразрушенных покоев императора Теодроса. Симпсон вернулся в Дувр 2 июля 1868 года. Вскоре после этого,  «Иллюстрированные лондонские новости» опубликовали об Абиссинской кампании отдельный альбом с рисунками Симпсона и фотографиями Бейгри.

## Франко-прусская войнаиПарижская коммуна
В 1870 году художник отправился во Францию делать зарисовки Франко-прусской войны. 25 июля 1870 года Симпсон выехал на фронт, отправившись из Нанси в Мец. В Меце к этому времени несколько журналистов уже были арестованы по подозрению в шпионаже, и Симпсону приходилось быть очень осторожным, делая свои наброски. Он проявил изобретательность в доставке работ в Лондон и начал использовать для эскизов папиросную бумагу. Позже в автобиографии Симпсон писал:
В случае задержания можно было бы скрутить из наброска сигарету и выкурить её на глазах у своих обвинителей
В начале августа, когда Симпсон рисовал санитарную карету, наблюдая за прибытием раненых после битвы при Форбахе,  его окружили солдаты и арестовали по подозрению в шпионаже, но в конце концов он убедил французские власти, что является художником, а не шпионом: в полицейском участке его эскизы были тщательно изучены, и в конце концов его отпустили. 
Получив известие о капитуляции в Седане, Симпсон отправился туда, чтобы сделать набросок поля боя. 
В ноябре 1870 года он вернулся в Лондон, но в апреле 1871 года вернулся во Францию, чтобы наблюдать за событиями, связанными с Парижской коммуной. Его снова заподозрили в шпионаже, но вскоре отпустили. 27 апреля Симпсон прибыл в Париж и провел в городе четыре недели, делая наброски укреплений и событий Коммуны. К 11 июня 1871 года он вернулся в Лондон.
В 1872 году в Пекине он сделал набросок свадебных торжеств китайского императора. В 1873 году, во время кругосветного путешествия, Симпсон случайно оказался в Сан-Франциско, когда 11 апреля Капитан Джек и поддерживающие его Модоки убили бригадного генерала Эдварда Кэнби и методистского священника Элеазара Томаса на мирных переговорах. Соответственно, Симпсон немедленно прервал свое кругосветное путешествие и отправился к озеру Тул на границе Калифорнии и Орегона, чтобы сделать наброски войны с индейцами Модок. Его рисунок сцены убийства Кэнби и Томаса сегодня является характерным графическим изображением Модокской войны 1873 года.
В 1874 году Симпсон избран был членом (вскоре ставшего Королевским) Института художников-акварелистов, в 1875 году сопровождал принца Уэльского в Индию, в 1877 году посетил Афины, Микены и раскопки Шлимана в Трое.

## Вторая англо-афганская война
Симпсон направился 15 октября 1878 года  в Афганистан, чтобы проиллюстрировать разразившуюся афганскую войну. Преодолев Хайберский перевал художник стал свидетелем битвы при Али-Масджиде. Кроме боевых репортажей Симпсон много исследовал и рисовал ступы в Джелалабадской долине и даже предпринял раскопки ступы Ахин-Пош. Был прорыт туннель к центру, где обнаружены важные находки, ныне находящиеся в Британском музее. 
После отъезда Арчибальда Форбса Симпсон взял на себя задачу снабжать отчётами издание «The Daily News». В мае 1879 года он присутствовал при подписании мирного договора в Гандамаке, который на время положил конец войне. Симпсон вернулся в Лондон летом 1879 года. По прибытии он посетил редакцию «The Illustrated London News» и собрал все свои наброски и акварели, которые затем оформил в два больших альбома.
В 1884 году Симпсон вернулся в Афганистан вместе с генералом Питером Ламсденом в составе Афганской пограничной комиссии. Это была его последняя крупная поездка за границу. Проведя зиму на афганской границе, он отправился в Лондон в феврале 1885 года.
В течение следующего десятилетия Симпсон продолжал путешествовать по поручению своей газеты, освещая такие события, как королевские свадьбы и коронации. В 1890 году он наблюдал за открытием моста Форт-Бридж и простудился, что пагубно сказалось на его здоровье.
Помимо альбомов литографий, Симпсон являлся автором нескольких книг, включая автобиографию (опубликованную в 1903 году) и несколько любительских историко-религиоведческих сочинений. 
Симпсон женился поздно — на Марии Элизе Берт, художнице-портретистке, у них была одна дочь, Энн Пенелопа, родившаяся в 1884 году, которая в конце концов эмигрировала в Австралию. Он умер у себя дома в Уиллесдене, на севере Лондона, 17 августа 1899 года в возрасте 75 лет и был похоронен на Хайгейтском кладбище.

## Галерея

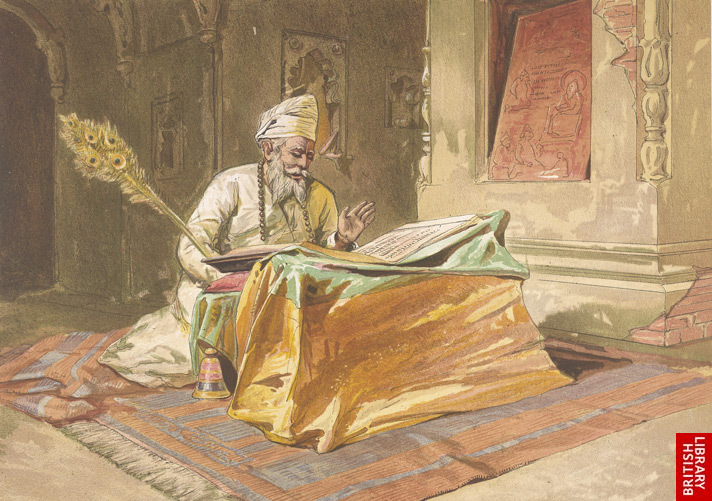
Сикхский священнослужитель перед книгой «Гуру Грантх Сахиб»
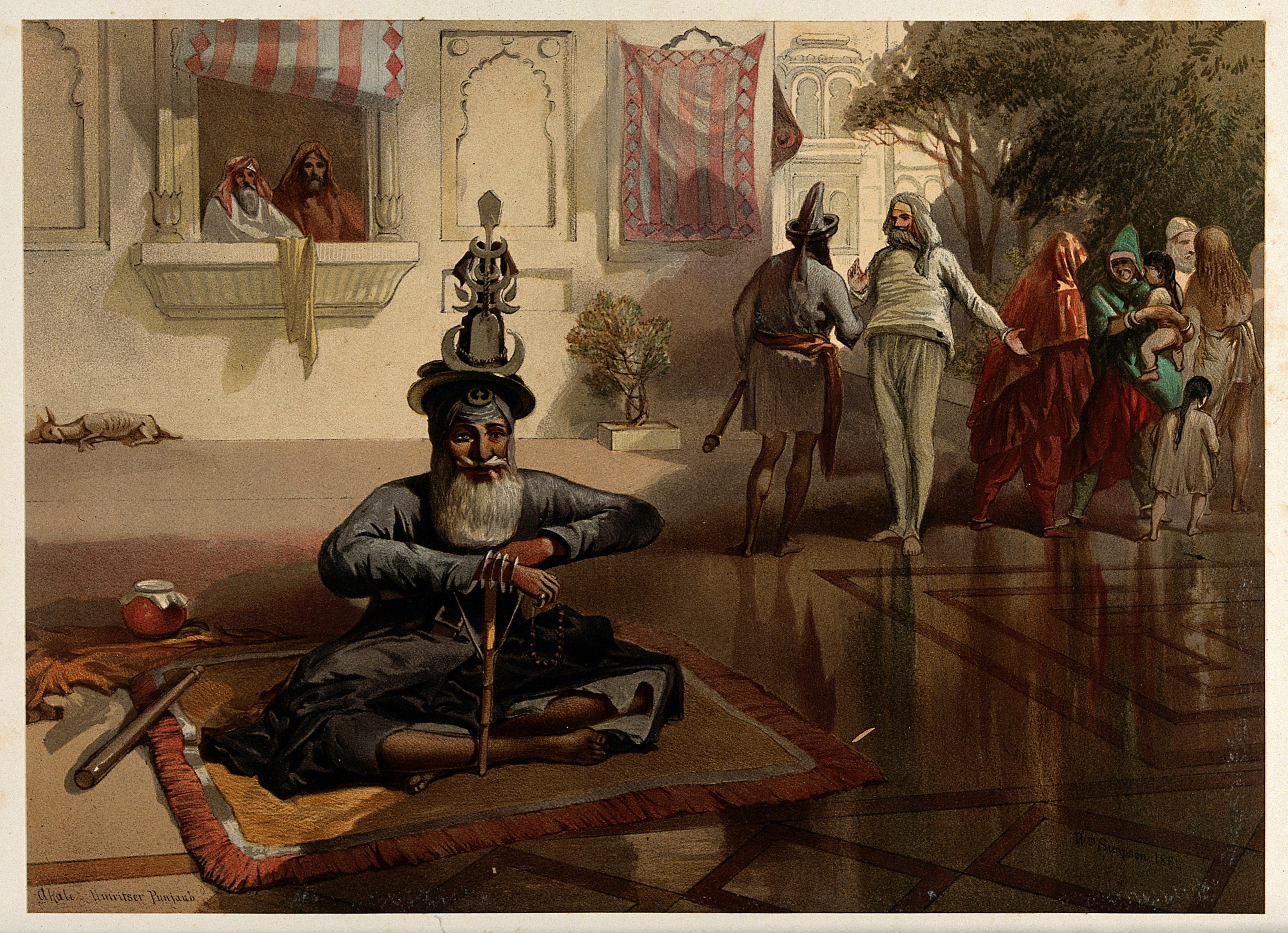
Сикхи в Амритсаре
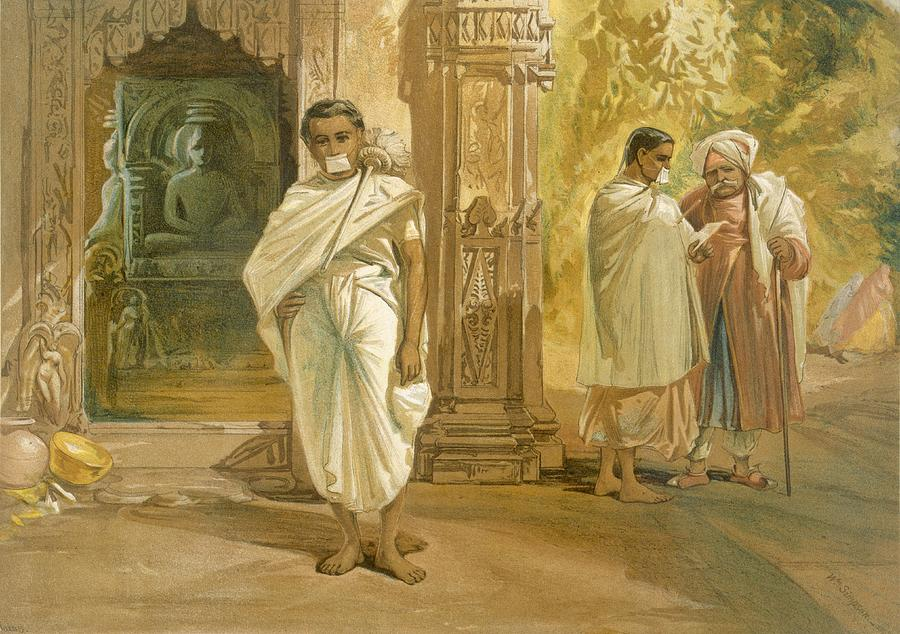
Священнослужители джайнизма
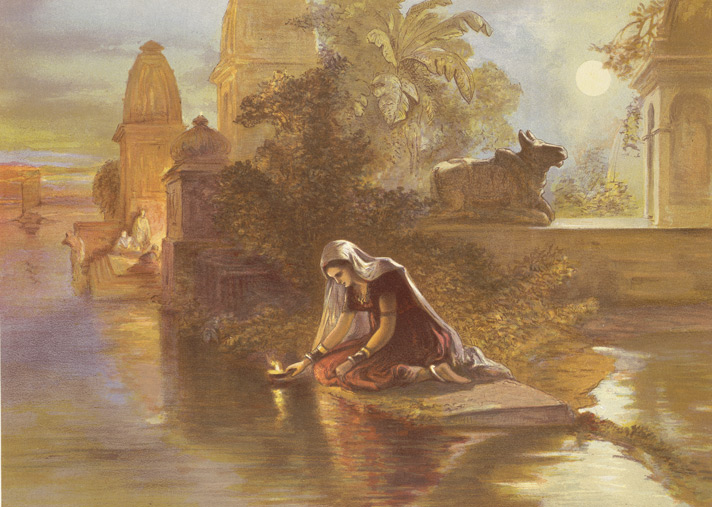
Индийская женщина опускает зажжённую лампаду на воды Ганга
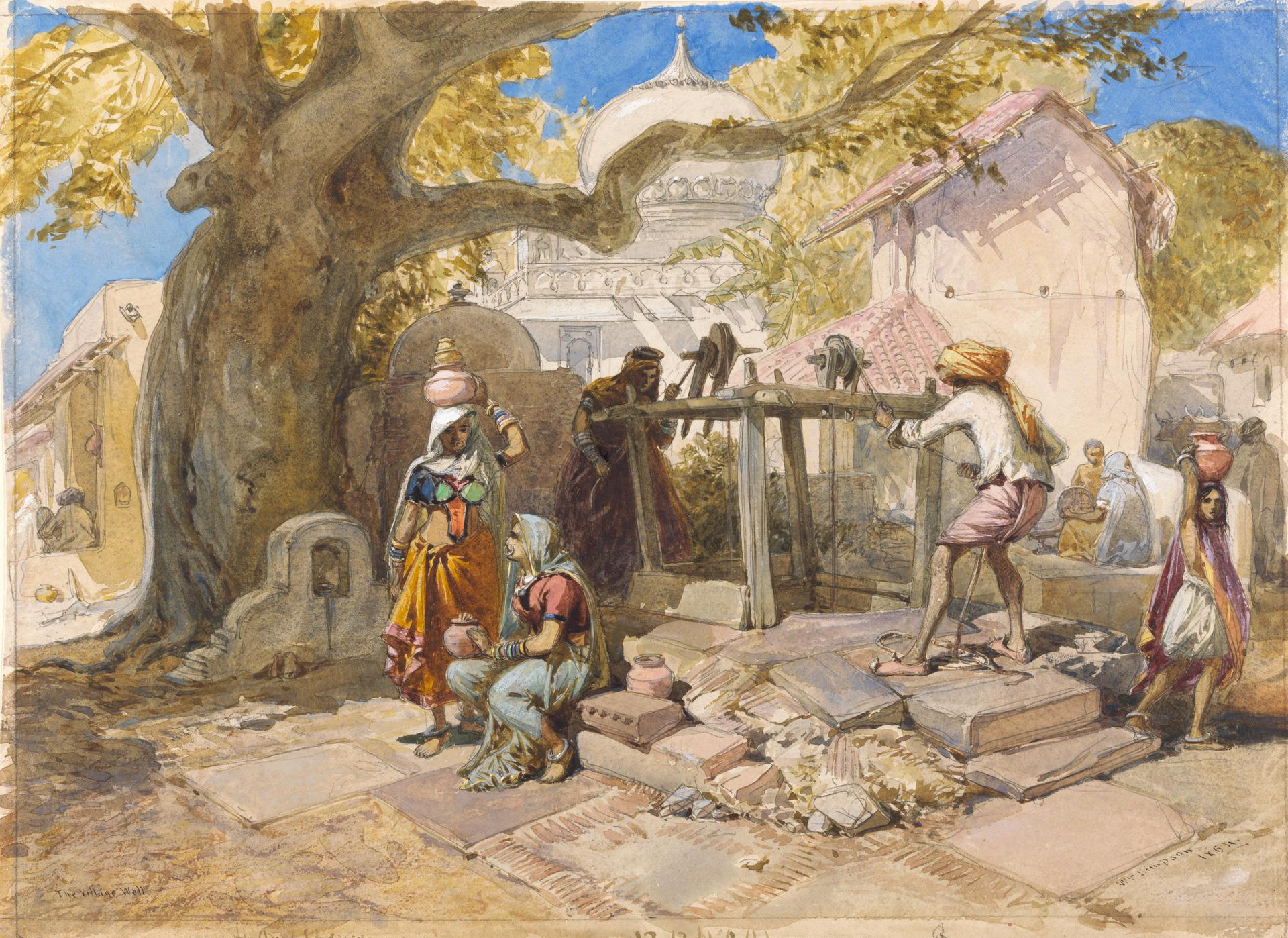
Деревенский колодец в Индии
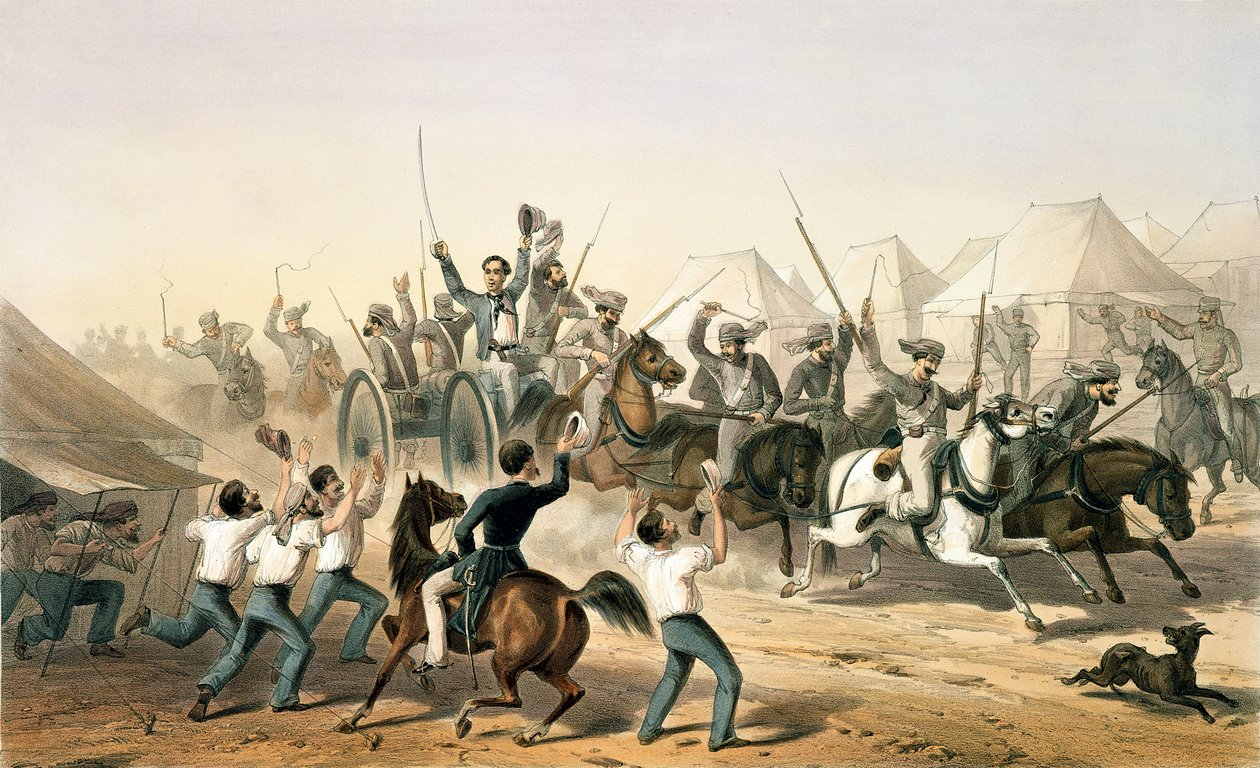
Эпизод подавления Сипайского восстания: британцы привозят в лагерь трофейные пушки
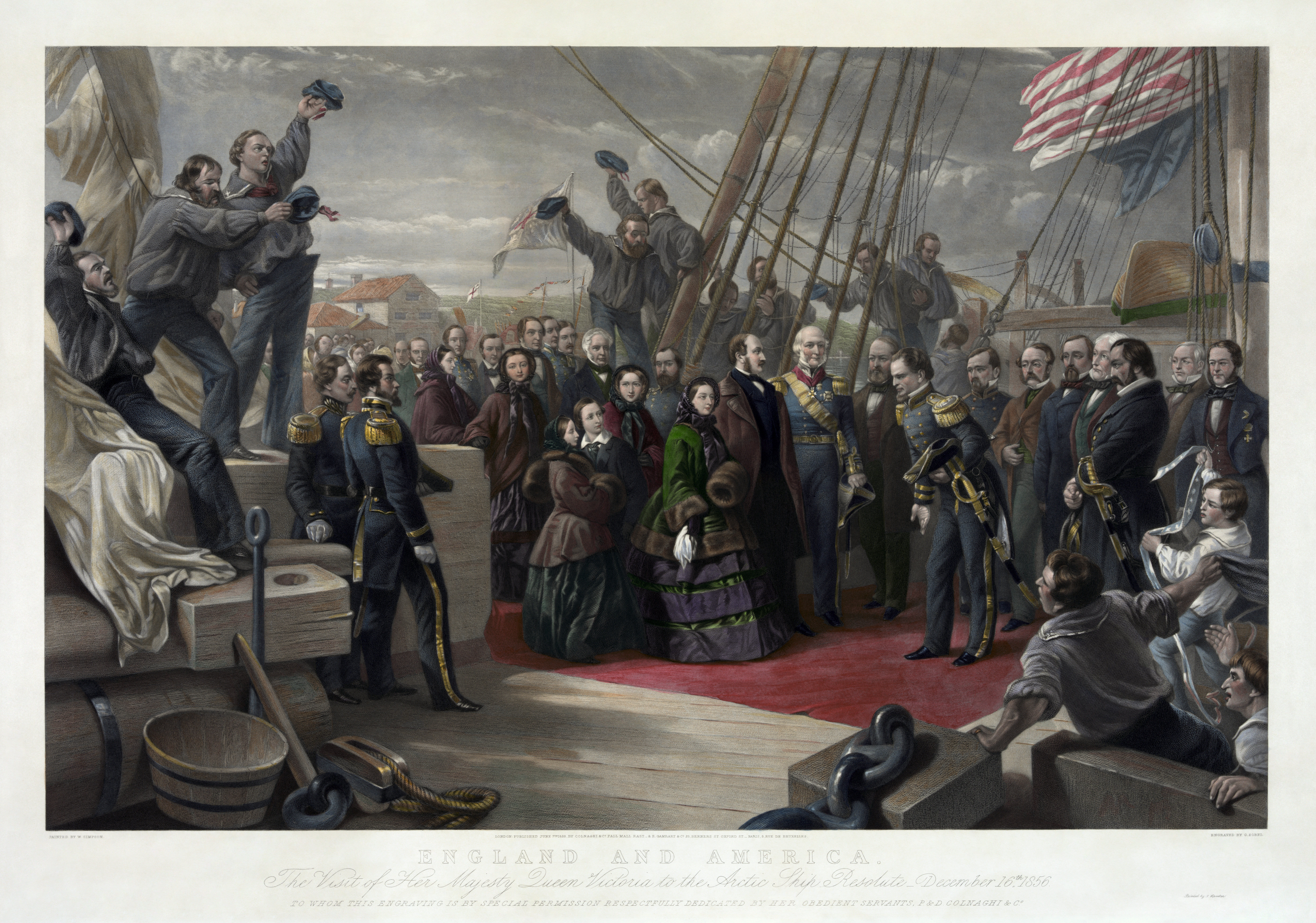
Визит королевы Виктории на барк «Resolute», снаряжённый для поисков пропавшей арктической экспедиции Джона Франклина
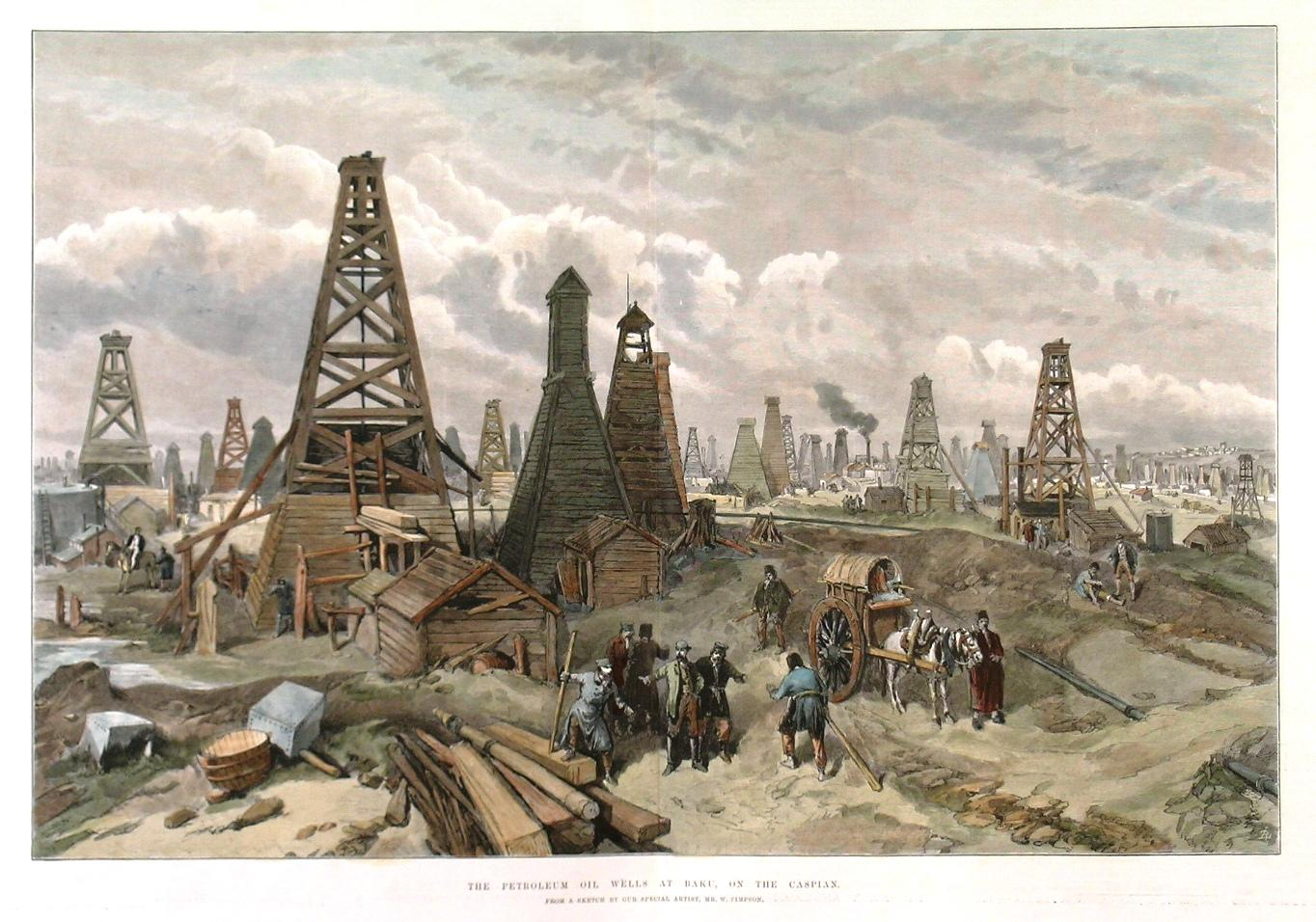
Нефтяные скважины Баку (1886)

## Книги Уильяма Симпсона
В скобках даны ссылки на оцифрованные версии книг на английском языке.
- Brackenbury, G. & Simpson, W (1855). The campaign in the Crimea: an historical sketch., London: P. and D. Colnaghi (Кампания в Крыму: исторический очерк)
- Simpson, William (1867). India ancient and modern: a series of illustrations of the country and the people of India and adjacent territories; executed in chromo-lithography from drawings by William Simpson; with descriptive literature by John William Kaye. London: Day and Son.
- Simpson, William (1874). Meeting the Sun: a Journey all round the World through Egypt, China, Japan and California, including an account of the marriage ceremonies of the emperor of China., London: Longmans, Green, Reader, and Dyer, (Встреча с Солнцем: путешествие по всему миру через Египет, Китай, Японию и Калифорнию, включая рассказ о свадебной церемонии императора Китая)
- Simpson, William (1876). Picturesque people: being groups from all quarters of the globe. London: W. M. Thompson.
- Simpson, William (1896). The Buddhist Praying Wheel., London: Macmillan, (Буддийское молитвенное колесо: собрание материалов, касающихся символики колеса и кругового движения в обычаях и религиозных ритуалах.)
- Simpson, William (1899). The Jonah Legend., London: Grant Richards, (Легенда об Ионе: предложения по интерпретации)
- Simpson, William (1899). Glasgow in the Forties (ed. A.H. Miller). Morison Brothers.
- Simpson, William (1902). The seat of war in the East, from eighty-one drawings made during the war in the Crimea (London, Day & Son etc.).
- Simpson, William (edited by G. Eyre-Todd, 1903). The Autobiography of William Simpson, London, T. F. Unwin, (Автобиография Уильяма Симпсона)